# Žabljane
Žabljane (cyr. Жабљане) – wieś w Serbii, w okręgu jablanickim, w mieście Leskovac. W 2011 roku liczyła 572 mieszkańców.